# Albrechtice nad Orlicí
Albrechtice nad Orlicí – wieś gminna w Czechach, w kraju kralovohradeckim, w powiecie (okres) Rychnov nad Kněžnou.

## Położenie
Albrechtice nad Orlicí położone są w północno-środkowej części Czech na wysokości 250 m n.p.m., około 19,0 km na południowy wschód od Hradec Králové.

## Charakterystyka
Albrechtice nad Orlicí położone są w malowniczej dolinie górnego biegu rzeki Orlicy, która w tym miejscu tworzy Park Przyrody (czes. Přírodní park Orlice). Jest to duża stara wieś o nieregularnym kształcie zajmująca teren o powierzchni 523 ha, po lewej stronie rzeki. Cały obszar, na którym położona jest wieś stanowi ważny ekologiczny systemem nadzwyczajnej wartości. Wieś charakteryzuje się luźną i rozrzedzoną zabudową budynków. W środkowej części wsi zabudowa zwarta o charakterze miejskim. Zabudowa wsi składa się z pojedynczych budynków gospodarczo-mieszkalnych, rozlokowanych obok dróg, które tworzą ulice. Jest to wieś typu wielodrożnica, o charakterze letniskowo-rolniczym. Wokół wsi rozciągają się rozległe użytki rolne. W bliskim otoczeniu wsi występują niewielkie skupiska zieleni z drzew liściastych, w formie przydomowych nasadzeń oraz wzdłuż rzeki. Na południowy zachód niedaleko od granic miejscowości rozciągają się rozległe lasy sosnowe i mieszane. We wsi zachowało się kilka domów mieszkalnych i mieszkalno-gospodarczych oraz budowli o cechach charakterystycznych dla budownictwa regionalnego. Miejscowość dzięki doskonałemu położeniu w malowniczym terenie wzdłuż biegu Orlicy, na terenie Parku Przyrody z pięknymi widokami w którym, oprócz przyrody podziwiać można liczne meandry rozlewiska i starorzecza została doceniona jako miejsce o znaczeniu rekreacyjno-wypoczynkowym. Rzeka płynie spokojnie meandrując wzdłuż lasu przez pola. Brzegi tworzą miejscami wysokie piaszczyste klify. Położenie miejscowości kąpieliska i malownicze otoczenie stwarzają dogodne warunki do uprawiania turystyki, grzybobrania, wędkowania i wypoczynku.

## Historia
Początki wsi nie są dokładnie znane. Pierwsza pisemna wzmianka o miejscowości pojawia się w wierszowanej Kronice Dalimila, gdzie opisana jest bitwa rycerza Mutině Skuhrovského z Niemcami w okolicy Albrechtic w 1279 roku. Albrechtice od samego początku należały do majątku królewskiej korony, a za panowania króla Karola IV Luksemburskiego (1346 - 1378) cze. Karla IV, miejscowość została rozbudowana i podniesione do rangi miasta. Był tutaj postawiony drewniany zamek służący do zarządzania królewskimi lasami. Zamek najprawdopodobniej postawili w połowie XIV wieku Vartemberkové majętni właściciele Albrechtic. Położenia zamku do dziś nie udało się dokładnie ustalić. Literatura przytacza tylko prawdopodobną lokalizację zamku. W okresie wojen husyckich, podczas wypadu do wschodnich Czech oddziałów wojsk husyckich zgrupowanych pod Třebechovicami,część miejscowości oraz zamek i kościół zostały spalone. W 1398 roku Wacław IV zastawił Albrechtice swemu bratankowi Prokopovi. Od 1403 roku Albrechtice stanowiły część majątku jako posag czeskich królewien. W 1495 roku majątek wraz z miejscowością przechodzi pod Viléma z Pernštejna. W tym czasie Albrechtice były miasteczkiem, oraz miejscowością, w której mieściła się siedziba zarządcy królewskimi lasami. Od końca XV wieku aż do 1560 roku, kiedy przyszły cesarz Maksymilian przyłączył Albrechtice do pardubickich dóbr miejscowością zarządzali Pernovštejné.
Wielki rozkwit miejscowości nastąpił po 1900 roku dzięki firmom zajmującymi się ubezpieczeniami rolniczymi. W tym okresie liczebność ludności i zabudowań wzrosła trzykrotnie. Kulturalny i społeczny kierunek życia miejscowości rozwijał się we wszystkich kierunkach. W nowszych czasach historii miejscowość od 1950 roku należała do okresu Holice, a od 1961 roku do okresu Rychnov nad Kněžnou. W roku 1981 włączono do miasta Týniště nad Orlicí stanowiąc jego część. Po 1991 roku miejscowość oddzieliła się i stanowi obecnie samodzielną jednostkę administracyjną.

## Zabytki
Zabytkowym klejnotem miejscowości jest kościół pw. św.Jana Chrzciciela i wodna elektrownia.

## Znane osoby
- Josef Tužil (1854 - 1923) - burmistrz gminy, a później szef okręgu rychnovského.
- bracia Karel i Adolf Červinkovi- literaci.